# Nikov
Nikov（ニコフ）は、日本のイラストレーター。錦織正宜の名前も使われた。1980年代から、雑誌『SFマガジン』『beep』『ウォーロック』などに多数のカットイラストを描いた。

## イラストを担当した主な出版物
- 『RPG幻想事典』（早川浩著、日本ソフトバンク出版事業部、1986.12） ISBN 4-930795-56-7
- 『T&Tがよくわかる本』（清松みゆき著、社会思想社・現代教養文庫、1988.12） ISBN 4-390-11249-X
- 『モンスター! モンスター! T&T RPGシナリオ・追加ルール』（社会思想社・現代教養文庫、1989.6） ISBN 4-390-11250-3
- 『SF&ファンタジー・ガイド：摩由璃の本棚』（神月摩由璃著、社会思想社・現代教養文庫、1989.11） ISBN 4-390-11313-5
- 『ハイパー・トンネルズ&トロールズ：ファンタジーRPGルールブック』（清松みゆき著、社会思想社・現代教養文庫、1991.4） ISBN 4-390-11384-4
- 『ディスクワールド騒動記1』（テリー・プラチェット著、安田均訳、角川文庫、1991.5） ISBN 4-04-274501-6